# William Blackstone
William Blackstone, född den 10 juli 1723 i London, död den 14 februari 1780 i Wallingford, var en av sin tids mest framstående engelska jurister.

## Biografi
William Blackstone ägnade sig från 1746 åt advokatverksamhet, men fick inte någon stor praktik och började därför i stället föreläsa engelsk rätt i Oxford, vilket väckte en sådan uppmärksamhet att en professur upprättades genom donation och Blackstone 1758 utsågs till dess förste innehavare. Lärarverksamheten ökade hans anseende som advokat, och Blackstone blev 1763 kronjurist samt utnämndes 1770 till domare vid "court of common pleas", i vilken ställning han stannade till sin död. Dessutom hade han åren 1761–1766 och 1768–1770 säte i underhuset.
På 1750-talet utgav Blackstone flera juridiska arbeten, men det var hans föreläsningar som skaffade honom världsrykte, då de 1765–1769 utgivits under titeln Commentaries on the laws of England. Åtta upplagor utkom under hans livstid, och under de följande sextio åren avlöste upplagorna varandra nästan lika tätt. Även om Blackstone knappast hade någon djupare juridisk bildning och mera tänkte på formens behag än på innehållet, har inflytandet av hans verk varit ofantligt, såsom den första populära sammanfattningen av Englands hela "skrivna" och "oskrivna" lag.
Hans mening åberopas ofta i engelska domar; och sedan rättsutvecklingen gjort hans verk alltför föråldrat att vidare kunna omarbetas har nyare arbetena av samma slag i både England och USA (exempelvis Stephens och Kents "Commentaries") haft sin utgångspunkt hos honom, så att hans arbete indirekt fortfarande ligger till grund för engelska och amerikanska juristers utbildning. Det händer ännu i våra dagar att USA:s högsta domstol refererar till Blackstones "Commentaries" i sina domskäl, detta eftersom arbetet var en av huvudkällorna när USA:s konstitution skrevs.
På författningshistoriens område har hans betydelse varit ännu större. I sin allmänna åskådning står han obetingat på naturrättens ståndpunkt och ger Lockes och Montesquieus uppfattning en juridisk formulering. Samtidigt var han ytterligt konservativ i sin framställning av själva författningen och behandlar de mest föråldrade former såsom gällande rätt, medan de faktiska nybildningarna inte berördes med ett ord. Hans framställning av det engelska statsskicket togs emellertid såsom verklighet inom stora kretsar även i själva England; och än mer var detta förhållandet i utlandet, särskilt i Frankrike och Amerika.
Det var i Blackstones formulering som Englands statsskick påverkade den utländska politiska utvecklingen liksom det politiska tänkandet under den följande tiden, och framför allt har detta satt sitt spår i Förenta staternas författning (1787–1789). Samtidigt framkallade emellertid hans framhävande av den engelska författningens förträfflighet hans framställning av det kungliga prerogativet som nära nog obegränsat och framför allt hans allmänna konservatism en mängd häftiga angrepp, varibland Benthams (i hans "Fragment on government", 1776) är ryktbarast.